# La vida de Rita
La vida de Rita es una serie de televisión de 13 episodios, de los que solamente llegaron a emitirse cinco, dirigida por Manuel Iborra y estrenada por Televisión española en 2003. En el verano de ese mismo año hubo una reposición de la serie en La 2, ubicada los sábados en horario nocturno (21:30 horas) en esta ocasión se emitieron de forma íntegra todos sus capítulos.

## Argumento
La serie se centra en la amistad que une a los cuatro personajes principales, que regentan un restaurante:
- Rita: Es una mujer separada que aun alberga esperanzas de rehacer su vida.
- Samuel: Amigo de Rita. Ingenuo, bondadoso y totalmente enamorado de ella, aunque no es correspondido.
- Cucho: Hermano de Samuel, es un hombre que tiene muy claras sus ideas y resulta algo insoportable.
- Berta: La inteligente del grupo.

Además, está Fernando, el padre de Cucho y Manuel.

## Reparto
- Verónica Forqué ... Rita
- Juan Echanove ... Samuel
- Pepón Nieto ... Cucho
- María Vázquez ... Berta
- Agustín González ... Fernando
- Macarena Gómez ... Leonor
- Sandra Blázquez ... Rosarito
- Gorka Moreno ... Andy
- María Borrego
- Beatriz Catalán
- Elena Fernández
- Cecilia Freire
- Andrea Hachuel
- Irene Rubio

## Audiencias
El estreno de la serie fue seguido por 4.183.000 espectadores (23'7% de cuota de pantalla). Progresivamente, fue perdiendo audiencia, hasta situarse en 1.884.000 espectadores (10,4% de cuota) en la emisión del 4 de febrero, lo que precipitó su retirada antes de que se emitieran los 13 episodios inicialmente previstos.
La audiencia media de los cinco episodios emitidos fue de 2.528.000 espectadores (14'2% de cuota de pantalla).